# 藤原秀乡

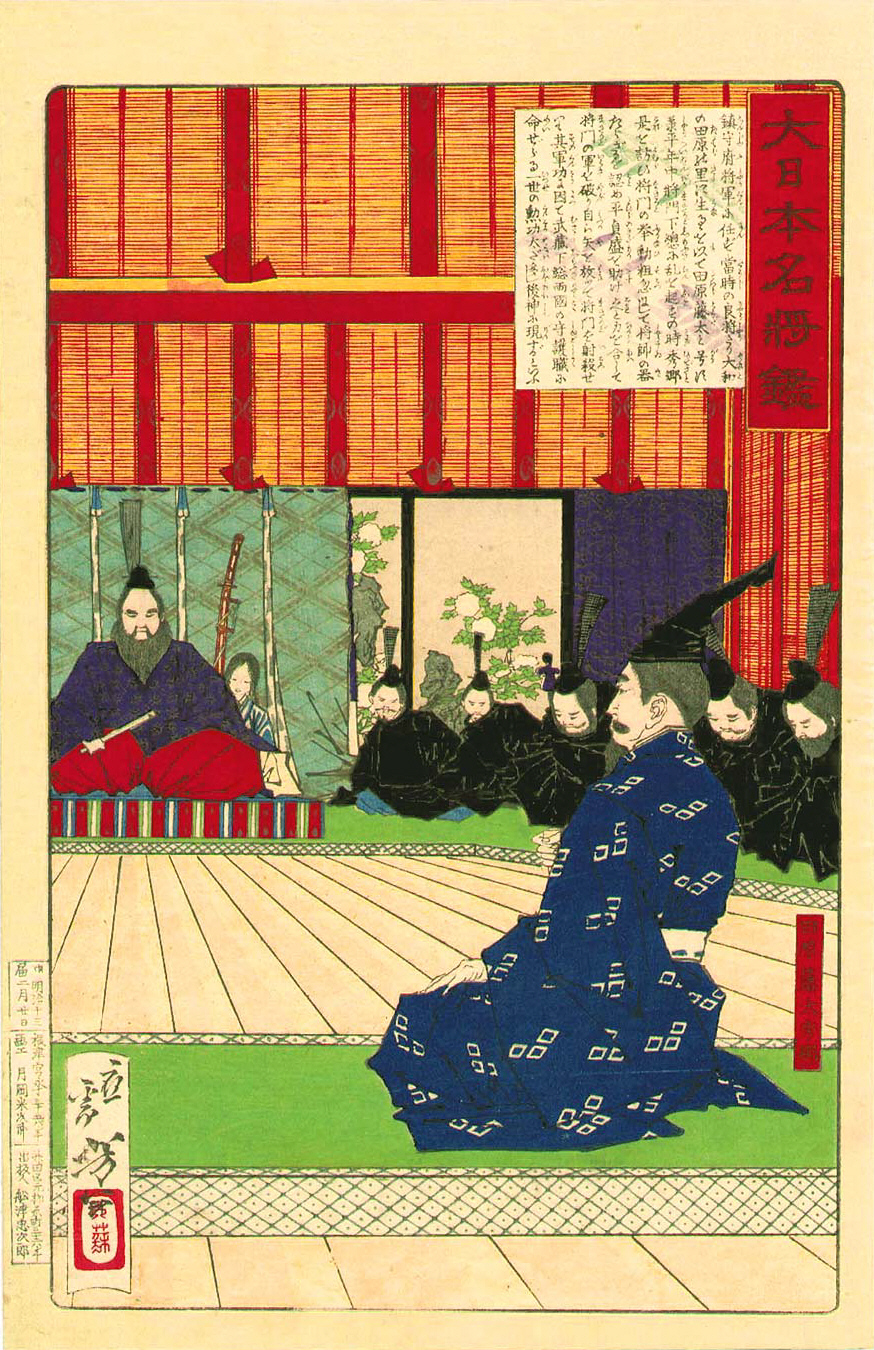
秀郷会见平将门（ 月岡芳年『大日本名将鑑』）

藤原秀鄉（平假名：ふじわら の ひでさと，生卒年不详）是日本平安时代中期的武将。藤原北家藤原魚名的后裔，下野大掾（令制国的判官）藤原村雄之子。曾任下野守、武藏守、鎮守府將軍。死後追贈正二位。又名俵藤太（或田原藤太）。

在寛平・延喜東國之亂擔任下野國押領使鎮壓叛亂。在讨伐平将门时亦立下大功（平將門之亂）。

## 家族
- 父：藤原村雄（日语：藤原村雄）
- 母：下野掾鹿島直行的女兒
- 妻：侍從源通的女兒
  - 子：藤原千常（日语：藤原千常）
- 生母不明
  - 子：藤原千時
  - 子：藤原千晴（日语：藤原千晴）
  - 子：藤原千国
  - 子：藤原千種

## 後裔氏族
下野
- 佐野氏
- 藤姓足利氏（日语：足利氏 (藤原氏)）
- 小山氏
- 長沼氏（日语：長沼氏）
- 皆川氏（日语：皆川氏）
- 藥師寺氏
- 田沼氏（日语：田沼氏）
- 下野小野寺氏（日语：下野小野寺氏）
- 榎本氏（日语：榎本氏）

武蔵
- 比企氏（日语：比企氏）
- 吉見氏（日语：吉見氏）（小山氏支流）[1]

常陸
- 那珂氏
- 安島氏（日语：安島氏）
- 小野崎氏（日语：小野崎氏）
- 小貫氏（日语：小貫氏）
- 内桶氏（日语：内桶氏）
- 茅根氏（日语：茅根氏）
- 根本氏（日语：根本氏）
- 助川氏（日语：助川氏）
- 川野邊氏（日语：川野辺氏）
- 水谷氏（日语：水谷氏）
- 江戸氏（日语：江戸氏）
- 綿引氏（日语：綿引氏）

下總
- 結城氏（日语：結城氏）

上野
- 赤堀氏（日语：赤堀氏）
- 岩櫃齋藤氏
- 桐生氏（日语：桐生氏）
- 佐貫氏
- 大胡氏（日语：大胡氏）
- 山上氏（日语：山上氏）
- 園田氏

相模
- 山内氏
- 波多野氏（日语：波多野氏）
- 沼田氏（日语：沼田氏）

紀伊
- 尾藤氏（日语：尾藤氏）
- 伊賀氏
- 湯淺氏（日语：湯浅氏）

近江
- 近藤氏（日语：近藤氏）
- 蒲生氏（日语：蒲生氏）
- 今井氏（日语：今井氏）

信濃
- 大石氏（日语：大石氏）

陸奥
- 奥州藤原氏

其他
- 下河邊氏
- 内藤氏（日语：内藤氏）
- 佐藤氏
- 大友氏
- 少貳氏
- 龍造寺氏
- 立花氏
- 武藤氏（日语：武藤氏）
- 平井氏（日语：平井氏）
- 筑紫氏（日语：筑紫氏）
- 田村氏（日语：田村氏）
- 大屋氏
- 長谷川氏
- 末次氏（日语：末次氏 (魚名流)）
- 大平氏（日语：大平氏）
- 伊藤氏

## 大百足退治傳說

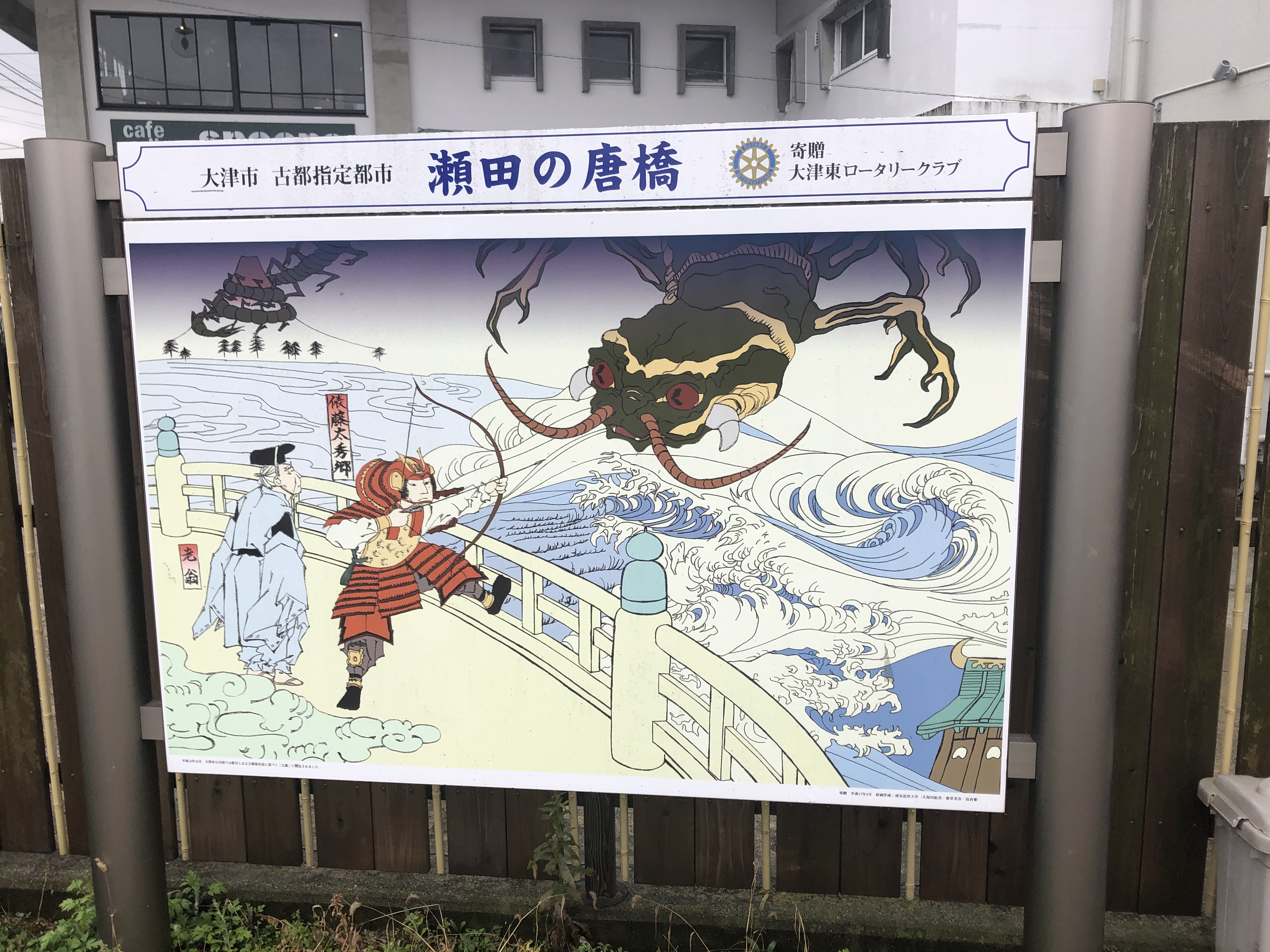
瀨田唐橋的百足退治傳說記念碑

藤原秀鄉的百足退治。勝川春亭畫

藤原秀鄉從京都返回下野的途中，一位變身為人的大蛇，在近江的瀬田唐橋向藤原秀鄉表示，一族苦於住在三上山的大百足，懇請藤原秀鄉討伐大百足。藤原秀鄉以強弓射箭，但第一和第二支箭都被反彈，最後在第三支箭塗上唾液，放箭時口唸「南無八幡大菩薩」，射中大百足的眉間，終於成功將牠打倒，獲贈許多寶物。

## 脚注
1. ↑  据《姓氏》（監修：樋口清之 / 著者：丹羽基二、秋田書店）。

## 關連項目
- 將門記